# Brasão de armas de Macau
Os brasões de Macau portuguesa são todos inspirados nos estilos heráldicos tradicionais da Europa. O primeiro brasão de armas de Macau foi usado até ao final do século XIX. É apenas constituído pelas armas de Portugal cercado pela inscrição Cidade do Nome de Deus, Não Há Outra Mais Leal.
O segundo brasão de armas foi usado até 1935, quando a maioria das colónias portuguesas tiveram o seu brasão de armas reformulado. Este brasão mostra um dragão laranja claro, semelhante ao padrão encontrado nas bandeiras da China imperial.
O último brasão de armas colonial de Macau, usado de 1935 até 1999, era usado em notas, moedas, selos e documentos oficiais de Macau e aparece também na fachada do Banco Nacional Ultramarino em Lisboa. Este brasão também está representado na bandeira do Governo de Macau (que não é a bandeira oficial da colónia portuguesa de Macau) e na bandeira proposta em 1967 (mas nunca adoptada) para a província ultramarina portuguesa de Macau. Este brasão foi criado em 1935, quando Portugal decidiu criar para cada colónia portuguesa um novo brasão próprio. Ele apresenta à esquerda cinco escudetes de cor azul, postos em cruz e carregados cada um com cinco besantes de prata em aspa; à direita, de azul, um dragão chinês pintado de ouro e com língua vermelha, armado com um dos escudetes representados à direita do brasão; em ponta, de prata, cinco ondas de cor verde. Em baixo das armas, encontra-se um listel branco com a expressão: "GOVERNO DE MACAU". Apenas houve pequenas modificações no listel branco: antes de 1951, estava escrito a expressão "Colónia portuguesa de Macau"; antes de 1975, a expressão "Provín. portuguesa de Macau"; e até 1999, a expressão "Governo de Macau".

Primeiro brasão de armas de Macau portuguesa, da segunda metade do século XVIII a fins do século XIX
Segundo brasão de armas de Macau portuguesa, fins do século XIX até 1935
Brasão de armas de Macau portuguesa, de 8 de maio de 1935 a 11 de junho de 1951
Brasão de armas de Macau portuguesa, de 11 de junho de 1951 até 1976
Brasão de armas simplificado mais usado, de 8 de maio de 1935 a 20 de dezembro de 1999
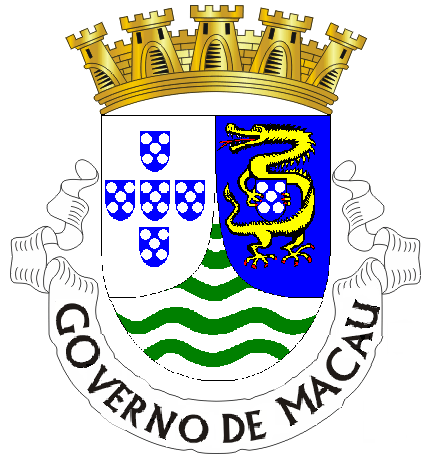
Brasão de armas simplificado, de 1976 até 20 de dezembro de 1999.